# 小行星7894
小行星7894（英語：7894 Rogers）是一颗围绕太阳公转的小行星。1994年12月6日，小林隆男在大泉町发现了此天体。
这颗小行星的绝对星等为123.3894031887901等。